# Nino Martoglio

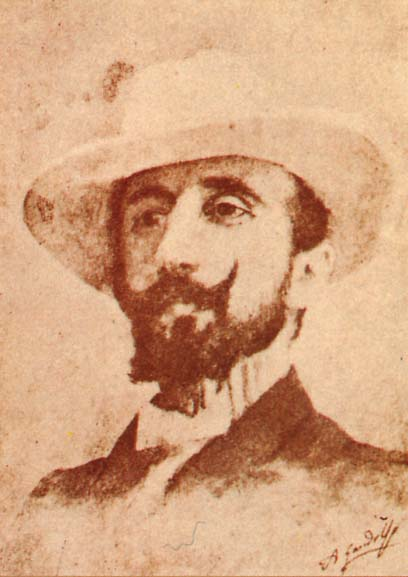
Retrato de Nino Martoglio realizado por Antonino Gandolfo

Nino Martoglio (Belpasso, 3 de dezembro de 1870 — Catânia, 15 de setembro de 1921) foi um diretor de cinema, roteirista, escritor e poeta italiano.
Criador do Teatro Metastásio, foi o produtor da primeira peça de Luigi Pirandello.